# Le Breil-sur-Mérize
Le Breil-sur-Mérize è un comune francese di 1 467 abitanti situato nel dipartimento della Sarthe nella regione dei Paesi della Loira.

## Società

### Evoluzione demografica
Abitanti censiti